# Hyposmocoma scandens
Hyposmocoma scandens là một loài bướm đêm thuộc họ Cosmopterigidae. Đây là loài đặc hữu Hawaii. Nơi sinh sống điển hình là Kona, nơi chúng sinh sống ở độ cao 4000 foot.